# Takao Nishiyama
Takao Nishiyama (jap. 西山 孝朗, Nishiyama Takao; * 7. Januar 1942) ist ein ehemaliger japanischer Fußballspieler.

## Nationalmannschaft
1964 debütierte Nishiyama für die japanische Fußballnationalmannschaft.

## Errungene Titel
- Kaiserpokal: 1963